# 伊夫林地区普吕奈
伊夫林地区普吕奈（法語：Prunay-en-Yvelines，法語發音：[pʁynɛ ɑ̃.n‿ivlin]）是法国伊夫林省的一个市镇，属于朗布依埃区。

## 地理
伊夫林地区普吕奈（48°31'41"N, 1°47'43"E）面积26.95 平方千米，位于法国法蘭西島大區伊夫林省，该省份为法国北部内陆省份，北起瓦兹河谷省，西接厄尔省，西南接厄尔-卢瓦省，东南接埃松省，东临上塞纳省。
与伊夫林地区普吕奈接壤的市镇（或旧市镇、城区）包括：欧诺-布勒里-圣桑福里安、阿布利、奥尔瑟蒙、奥尔凡、奥松维尔、松尚。

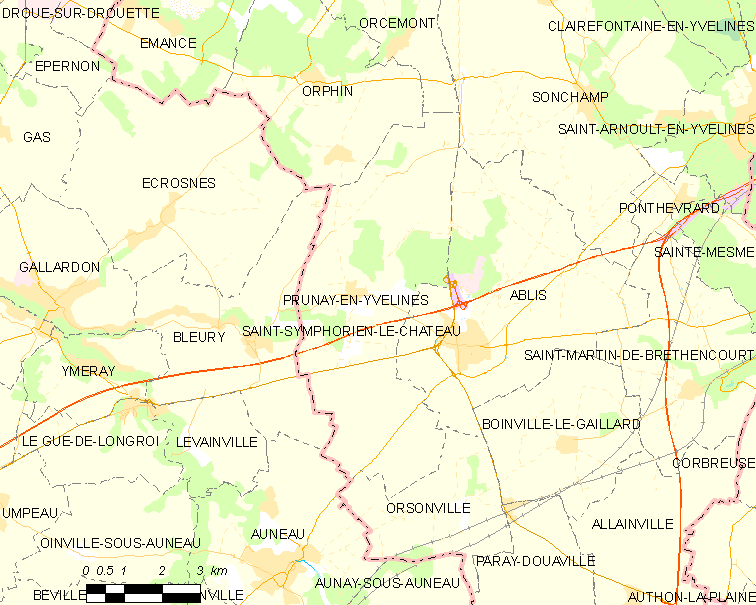
伊夫林地区普吕奈的OSM定位图

伊夫林地区普吕奈的时区为UTC+01:00、UTC+02:00（夏令时）。

## 行政
伊夫林地区普吕奈的邮政编码为78660，INSEE市镇编码为78506。

## 政治
伊夫林地区普吕奈所属的省级选区为朗布依埃县。

## 人口

1962-2008年间伊夫林地区普吕奈人口变化图示

伊夫林地区普吕奈于2022年1月1日时的人口数量为820人。